# Le Destin de Conrad
Le Destin de Conrad (titre original : Conrad's Fate) est un roman de la saga Chrestomanci de Diana Wynne Jones.

## Résumé
L'année de ses douze ans, Conrad apprend par son oncle, un magicien qu'un destin funeste l'attend. Pour conjurer ce sort atroce, il existe bien une solution... mais quelle solution ! Le jeune garçon doit éliminer un habitant de Stallery, un mystérieux château aux pouvoirs obscurs et dont on soupçonne de manipuler le hasard... Pour y entrer sans y attirer les soupçons, Conrad  se fait engager comme domestique et se lie bientôt d'amitié avec le jeune Christopher, un magicien au passé trouble, lui aussi engagé comme domestique, et qui semble dissimuler bien des choses aux yeux des autres...

## Personnages
- Conrad Tesdinic
- Christopher Chant
- Mr Amos Tesdinic
- le Comte
- Lady Felice
- la comtesse,
- Mr Hugo
- Millie

Autres personnages
- Oncle Alfred Tesdinic
- Anthea Tesdinic
- la mère d'Anthea et de Conrad
- Gregor
- Gabriel de Witt
- Mlle Semple
- Mme Baddock
- Mr Prentergast
- Smidley
- Mr Avenloch
- Andrew
- Mr Seully
- la fiancée du comte Robert
- Andrew